# Radio Skonto
Radio Skonto es una emisora de radio de Letonia, perteneciente a RS Media, centrada en AC y pop.

## Historia
Radio Skonto fue fundada a mediados de 1993 por Arvīds Mūrnieks e Ivo Baumanis. El objetivo de esta emisora era ser una alternativa a la programación de Latvijas Radio 1. Radio Skonto inició emisiones el 15 de diciembre de 1993.
En 1996, en colaboración con la empresa estadounidense Metromedia, Radio Skonto modificó su programación para incluir música popular, intercalada con breves boletines informativos. Basándose en la experiencia internacional, la emisora comenzó a estar compuesta únicamente por las melodías más populares.

## Emisión
La emisora emite por FM e Internet:
- Riga: 107.2 FM.
- Valmiera: 97.0 FM.
- Balvi: 92.2 FM.
- Cesvaine: 99.8 FM.
- Cēsis: 97.6 FM.
- Limbaži: 92.8 FM.
- Valka: 94.6 FM.
- Salacgrīva: 88.0 FM.
- Jēkabpils: 94.7 FM.
- Daugavpils: 106.1 FM.
- Liepāja: 97.5 FM.
- Ventspils: 100.5 FM.
- Kuldīga: 96.9 FM.
- Aizpute: 96.6 FM.
- Brocēni: 98.1 FM.
- Talsi: 87.5 FM.
- Dagda: 99.1 FM.
- Alūksne: 94.2 FM.